# Grevenmacher
Cet article concerne une ville du Luxembourg. Pour le canton du même nom, voir Canton de Grevenmacher. Pour l'ancien district du même nom, voir District de Grevenmacher.
Grevenmacher (en luxembourgeois : Gréiwemaacher ) est une ville luxembourgeoise et le chef-lieu du canton du même nom. Au 1er janvier 2018, elle compte 4 921 habitants.

## Géographie
La ville est délimitée à l’est par la Moselle, un affluent du Rhin qui, en tant que condominium, fait également office de frontière avec l’Allemagne à cet endroit.
Elle est entourée de forêts et de vignobles réputés.

### Voies de communication et transports
La commune est traversée par l'autoroute A1 et par les routes nationales N1 et N10.
Elle ne possède plus de gare sur son territoire depuis la fermeture de la gare de Grevenmacher en 1963 mais, côté allemand, il existe la gare de Wellen, officieusement dénommée Wellen - Grevenmacher, à Wellen située sur la ligne 3010 (DB Netz).
La commune est desservie par le Régime général des transports routiers (RGTR). En outre, elle opère un service « City-Bus » sur réservation, le « Maacher CityBus ».

## Toponymie
Le nom de la ville de Grevenmacher se compose du mot latin maceria ou maceries signifiant « vestiges de murs, murailles anciennes » et du mot d’origine germanique Grafen ou Greven signifiant « comte ». Sa forme actuelle date de 1769. Les Luxembourgeois disent cependant presque toujours seulement "Maacher".

## Histoire
Les terres fertiles de la vallée de la Moselle furent exploitées dès avant la conquête romaine. 
À l'époque gallo-romaine, le territoire de l'actuel Luxembourg servait d'hinterland aux établissements romains situés en Rhénanie, notamment sur le limes. 
Sur le territoire de l'actuelle commune de Grevenmacher on eut alors diverses constructions en dur assez près de la rivière, notamment en relation avec la viticulture et  aussi avec le commerce fluvial. Ce sont les vestiges de ces constructions ("maceries") qui ont donné son nom ("Machera") à l'endroit qui, au Moyen Âge, était une cour domaniale relevant de l'archevêque de Trèves. Entre-temps, ne serait-ce que pour échapper aux crues de la Moselle, mais surtout aux invasions germaniques, la population d'agriculteurs et de viticulteurs s'était éparpillée sur la hauteur, non loin du Buerggruef, forteresse datant du néolithique et toujours susceptible de fournir des matériaux de réemploi sinon une protection temporaire. Le villicus gérant la communauté humaine pour le compte de l'archevêque de Trèves avait sa ferme (son "Fronhof", donc) au lieu-dit "Fronay" qui était par conséquent le centre de cet habitat éparpillé (Streusiedlung en all.). Non loin de là, au lieu-dit "Auf der Ahlkirch", se dressait alors une église consacrée à saint Jean-Baptiste. 
Plus tard, au XIIe siècle, Henri IV, comte de Luxembourg et de Namur, s'efforça d'arrondir ses possessions territoriales aux abords de la Moselle et, pour ce faire, entra en conflit avec l'archevêque de Trèves. Après de longues années de guerre et de passes d'armes, on aboutit à un compromis: en 1153, Henri IV put obtenir à titre viager la cour domaniale de Machera au prix de la rétrocession du château fort qu'il tenait en fief de l'archevêque à Manderscheid dans l'Eifel (au nord de Trèves, donc). Ainsi Henri IV contrôlait-il désormais tout le cours de la Moselle des abords de Metz jusqu'aux portes de Trèves, mais encore avait-il obtenu un point de passage à gué lui permettant de passer aisément de la rive gauche à la rive droite de la Moselle (donc sans devoir essayer de forcer le passage par l'antique pont romain devant Trèves) et de menacer plus directement Trèves en cas de besoin. De plus, il érigea sur un îlot situé dans la Moselle, au niveau du gué, un fortin dans lequel il établit un tonlieu afin de taxer le commerce fluvial, et il se lança dans la fondation sur la rive (gauche) de la rivière d'une villeneuve qui, au bout de plusieurs décennies (sous les successeurs de Henri IV, donc), finit par se présenter comme une petite ville construite selon un plan rectangulaire et dotée d'une tour de guet placée précisément au centre de l'espace "urbain" ainsi que d'une nouvelle église paroissiale consacrée à saint Laurent. Les habitants qui étaient jusqu'alors établis surtout sur les hauteurs environnantes furent invités, essentiellement à coup de facilités fiscales et autres "franchises", à s'établir dans la nouvelle ville... dont ils durent évidemment édifier puis garder et entretenir les murailles entourées de fossés inondés. Pour assurer à la nouvelle petite ville les moyens d'entretenir ses murailles, un marché hebdomadaire finit par y être créé, marché auquel un membre de chaque "feu" ou foyer d'une quarantaine de villages des environs était obligé de se rendre de manière hebdomadaire en tant que vendeur ou acheteur. Notons que le caractère viager de l'acquisition de Machera ne résista pas aux évolutions ultérieures, car Machera devint tout naturellement et pour toujours possession comtale, d'où le nom officiel de "Grevenmacher" (qu'on pourrait traduire par Maizières-le-Comte en français). Quant à la perte du château de Manderscheid, Henri IV la compensa pratiquement tout de suite par l'édification d'un nouveau château fort à un jet de pierre du précédent, mais sur un éperon rocheux relevant d'un seigneur dont il était le suzerain, ce qui lui donnait à nouveau un point d'appui dans l'Eifel face à l'archevêque de Trèves.  
Résumons: 
1153 : acquisition du site de la future ville de Grevenmacher par le comte Henri IV de Luxembourg. Dans les décennies suivantes, une petite ville fortifiée voit peu à peu le jour.
1252 : une charte d'affranchissement est octroyée à la ville par le comte Henri V "le Blondel", petit-fils de Henri IV.
1358 : le droit de marché est accordé à [Greven-]Macher par le duc Venceslas Ier de Luxembourg [ le Comté de Luxembourg, avec ses "annexes" (les comtés de Durbuy et de La Roche-en-Ardenne ainsi que le marquisat d'Arlon) avait été érigé en duché en 1354 par Charles IV de Luxembourg, empereur "germanique" installé à Prague ]. Située entre des centres urbains bien plus importants (Trèves et Luxembourg-ville, voire Echternach), il va sans dire que Grevenmacher ne devint jamais plus qu'une ville de modeste importance. C'est surtout en tant que "métropole du vin" qu'elle "règne" de nos jours sur la Moselle luxembourgeoise.
Des vestiges de l'enceinte urbaine datant des XIIIe et XIVe siècles ont été restaurés, ce qui contribue à préserver la mémoire historique de la ville. Le clocher de l'actuelle église Saint-Laurent, qui a remplacé la première église intra muros au XVIIIe siècle, n'est autre que l'ancienne tour de guet consolidée et dotée d'un toit abritant les cloches.
Ville frontalière, Grevenmacher a été souvent détruite tout au long des siècles. Chef-lieu de canton et de district (ce dernier ayant toutefois été supprimé comme les autres en 2015), Grevenmacher a su évoluer avec son temps : on y trouve, outre les activités liées à la viticulture, diverses entreprises commerciales ainsi que de l'industrie légère, mais aussi, dans la commune proche de Betzdorf, les installations d'Astra SES depuis lesquelles sont diffusés, via son bouquet de satellites, une multitude de chaines TV et radio dans toute l’Europe et bien au-delà.

## Politique et administration

### Liste des bourgmestres
| Identité                             | Période         | Période          | Durée              | Étiquette |
| Identité                             | Début           | Fin              | Durée              | Étiquette |
| ------------------------------------ | --------------- | ---------------- | ------------------ | --------- |
| Pierre Godart (d) (1869 - 1951)      | 1908            | 1920             | 12 ans             |           |
| Victor Prost (d) (1891 - 1959)       | 1929            | 1959             | 30 ans             |           |
| Jean-Pierre Urwald (d) (1905 - 1994) | 1970            | 1976             | 6 ans              | CSV       |
| Victor Braun (d) (1914 - 1987)       | 1976            | 1987             | 11 ans             | DP        |
| Norbert Konter (1927 - 2018)         | 1988            | 1999             | 11 ans             | CSV       |
| Roby Stahl (d) (1944 - 2018)         | 2000            | 2011             | 11 ans             | DP        |
| Léon Gloden (né en 1972)             | 7 novembre 2011 | 17 novembre 2023 | 12 ans et 10 jours | CSV       |
| Monique Hermes (d) (née en 1950)     | 7 décembre 2023 |                  |                    | CSV       |

### Jumelage
Grevenmacher est jumelée avec :
- Aubière (France), une commune du département du Puy-de-Dôme.

## Population et société

### Démographie
L'évolution du nombre d'habitants est connue à travers les recensements de la population effectués dans le pays depuis 1821. Les recensements décennaux de la population permettent de caler les chiffres sur la composition de la population par sexe, âge, nationalité et commune de résidence. Entre deux recensements, la population au 1er janvier de l’année {\displaystyle x} est évaluée en ajoutant à la population au 1er janvier de l’année {\displaystyle x-1} les soldes naturel (naissances {\displaystyle -} décès) et migratoire (arrivées {\displaystyle -} départs) de l'année. La même méthode est appliquée pour la répartition par âge au 1er janvier et les effectifs totaux par nationalité. Depuis le 1er septembre 2023, le Luxembourg dénombre 100 communes.
Au 1er janvier 2024, la commune comptait 5 193 habitants.
| 1821  | 1851  | 1871  | 1880  | 1890  | 1900  | 1910  | 1922  | 1930  |
| ----- | ----- | ----- | ----- | ----- | ----- | ----- | ----- | ----- |
| 2 014 | 2 760 | 2 528 | 2 454 | 2 388 | 2 596 | 2 766 | 2 700 | 2 811 |

| 1935  | 1947  | 1960  | 1970  | 1978  | 1979  | 1981  | 1983  | 1984  |
| ----- | ----- | ----- | ----- | ----- | ----- | ----- | ----- | ----- |
| 2 811 | 2 543 | 2 722 | 2 918 | 2 965 | 2 990 | 2 996 | 2 980 | 2 950 |

| 1985  | 1986  | 1987  | 1988  | 1989  | 1990  | 1991  | 1992  | 1993  |
| ----- | ----- | ----- | ----- | ----- | ----- | ----- | ----- | ----- |
| 2 970 | 2 950 | 2 960 | 2 928 | 2 968 | 2 996 | 3 029 | 3 095 | 3 150 |

| 1994  | 1995  | 1996  | 1997  | 1998  | 1999  | 2000  | 2001  | 2002  |
| ----- | ----- | ----- | ----- | ----- | ----- | ----- | ----- | ----- |
| 3 142 | 3 184 | 3 311 | 3 521 | 3 576 | 3 637 | 3 747 | 3 734 | 3 779 |

| 2003  | 2004  | 2005  | 2006  | 2007  | 2008  | 2009  | 2010  | 2011  |
| ----- | ----- | ----- | ----- | ----- | ----- | ----- | ----- | ----- |
| 3 889 | 3 960 | 3 981 | 4 099 | 4 148 | 4 190 | 4 225 | 4 260 | 4 368 |

| 2012  | 2013  | 2014  | 2015  | 2016  | 2017  | 2018  | 2019  | 2020  |
| ----- | ----- | ----- | ----- | ----- | ----- | ----- | ----- | ----- |
| 4 440 | 4 526 | 4 647 | 4 751 | 4 794 | 4 923 | 4 921 | 4 904 | 4 936 |

| 2021  | 2022  | 2023  | 2024  | - | - | - | - | - |
| ----- | ----- | ----- | ----- | - | - | - | - | - |
| 4 981 | 5 022 | 5 092 | 5 193 | - | - | - | - | - |

Pour des raisons techniques, il est temporairement impossible d'afficher le graphique qui aurait dû être présenté ici.

## Économie
La commune fait partie de la zone d'appellation du Crémant de Luxembourg.

## Culture locale et patrimoine

### Lieux et monuments
- Ruelles et vestiges restaurés ;
- Sentier culturel dans l’enceinte de la vieille fortification ;
- Activités et fêtes de village avec bière, saucisses locales (Mettwurst et Grillwurst), mais aussi d’excellents vins blancs et crémants mondialement primés.

### Héraldique, logotype et devise

Logo utilisé jusqu'en 2021.

| Blason de Grevenmacher | Blason  | Burelé d'argent et d'azur au lion de gueules, armé lampassé et couronné d'or, la queue fourchue et passée en sautoir, à une clef d'argent posée en barre, le panneton en haut, brochant sur le tout. L'écu sommé d'une couronne murale de cinq tours au naturel, maçonnée de sable. |
| Blason de Grevenmacher | Détails | Armoiries de la commune luxembourgeoise de Grevenmacher. |

## Personnalités
- Juliette Faber (1919-2008), actrice née à Grevenmacher.
- René Thiry (1912-1996), compositeur
- Georges Urwald (* 1971), compositeur, musicien et pédagogue
- Mathias Schou (dit "De Blannen Theis"), 1747-1824, musicien itinérant
- Georges Weyer (?De Georgely'), 1848-1924, musicien itinérant

## Littérature
- Edouard M. Kayser, De la "curtis Machera" à la ville-marché de Grevenmacher. Un exemple particulier de développement urbain dans le Luxembourg médiéval (XIIe – XIVe siècles); in: Hémecht - Revue d'histoire luxembourgeoise, 46 (1993), pp. 5-30 (ill.).
- Edouard M. Kayser, Entre Trèves et Luxembourg: [Greven-]Macher - De la "curtis" archiépiscopale à la ville-neuve comtale; in: Actes des 7èmes Journées archéologiques de Luxembourg (juillet 1995), publiés dans le Bulletin des Antiquités luxembourgeoises, n° 26, pp. 6-36 (+ carte); Luxembourg 1997.